# Roy Thomas Baker
Roy Thomas Baker (født 10. november 1946 i London, død 12. april 2025) var en britisk musikproducer og sangskriver. I løbet af sin karriere nåede han at producere studiealbums for bands som Gasolin', Queen, Smashing Pumpkins og The Storm.